# ELSA
ELSA (The European Law Students' Association) è un'associazione europea, indipendente, apartitica, non governativa, aconfessionale e senza scopo di lucro, gestita da studenti di diritto e giovani laureati al fine di aumentare la cultura internazionale, la cooperazione e le competenze professionali degli studenti.

## Storia
ELSA viene fondata il 4 maggio 1981 ad opera di cinque studenti provenienti da Austria, Polonia, Repubblica Federale di Germania ed Ungheria, con l'obiettivo di creare un network per riunire studenti di diritto e giovani giuristi europei. È attualmente presente in 44 Paesi dove opera attraverso sezioni locali situate in più di 250 città universitarie, con quasi 50.000 soci.
Durante la seconda metà degli anni 1990, l'organizzazione ha sviluppato attività significative nel campo dei diritti umani e della giustizia internazionale, contribuendo così allo sviluppo progressivo del diritto internazionale e la tutela della dignità umana.  Progetti come la Law School ELSA per la pace in Bosnia-Erzegovina (Università di Sarajevo, 1995), la Scuola di Arusha sul diritto internazionale penale, diritto internazionale umanitario e dei diritti umani (Tribunale penale internazionale delle Nazioni Unite per il Ruanda, Tanzania, 1995, 1996 e 1998) e la Law School di Salisburgo sul diritto penale internazionale (Università di Salisburgo, 1999), attestano l'impatto che ELSA ha avuto nella promozione dello stato di diritto nell'ordinamento giuridico internazionale.  Alla Conferenza diplomatica di Roma per l'istituzione di un Tribunale penale internazionale delle Nazioni Unite (FAO, Roma, 1998), ELSA ha partecipato con la più grande delegazione (più di 80 studenti di giurisprudenza e giovani avvocati) inviati da qualsiasi organizzazione accreditata a quella conferenza, come testimoniato dall'Atto finale della Conferenza diplomatica di Roma.

## Organizzazione
L'associazione opera su tre livelli diversi, indipendenti ma collegati tra loro: internazionale, nazionale e locale. Le Sezioni Locali (o Local Boards) rappresentano la base dell'associazione. Le sezioni nazionali coordinano le sezioni locali in ogni paese e le collegano ad ELSA International. ELSA International gestisce l'intero network e coordina le attività associative. La sede di ELSA International è a Bruxelles, presso l'ELSA House.

## Composizione e attività
Ogni Sezione Locale è gestita da un consiglio direttivo locale composto da 7 membri:
- Presidente (area BEE - Board Management, Expansion, External Relations);
- Segretario Generale (area IM - Internal Management);
- Tesoriere (area FM - Financial Management);
- Vicepresidente Marketing (area MKT);
- Vicepresidente Attività Accademiche (area AA - Academic Activities);
- Vicepresidente Seminari e Conferenze (area S&C - Seminars & Conferences);
- Vicepresidente per lo Sviluppo Professionale (area PD - Professional Development, ex STEP - Student Trainee Exchange Programme). 
Ogni consigliere può avvalersi del supporto di altri membri definiti directors, la cui attività contribuisce ad aiutare il consigliere di riferimento nella gestione dell'area.
Le 7 aree si suddividono in due categorie: BEE, IM, FM e MKT compongono le Aree di Supporto, mentre AA, S&C e PD rappresentano le Aree Chiave.
Le attività delle Aree Chiave sono suddivise in tre macro-aree:
- Attività Accademiche: 
  - Moot Court Competition: simulazione processuale tra studenti, alla presenza di giudici e professionisti del mondo legale, organizzata ogni anno a livello nazionale[5] e disponibile a livello locale;
  - Negotiation Competition: simulazione negoziale tra studenti, alla presenza di professionisti del settore, organizzata annualmente da ELSA Italia[6] e disponibile a livello locale;
  - Legal Research Group: gruppi di ricerca legale in ambiti collegati ai diritti umani[7];
  - Essay Competition: competizione che premia il miglior articolo, dissertazione o saggio, anche questa organizzata da ELSA Italia[8] e, talvolta, dalle sezioni locali;
  - Corsi di scrittura giuridica;
  - Colloqui di orientamento professionale (COP) con esponenti del mondo giuridico e delle professioni.
- Seminari e Conferenze: 
  - Lezioni e dibattiti organizzati a livello locale, nazionale ed internazionale;
  - Seminari, anche nel format del webinar;
  - Summer e Winter Law Schools, ospitate da atenei nazionali e internazionali[9];
  - Study Visits: scambi culturali e accademici tra sezioni locali nazionali ed europee[10];
  - Delegations: programma che consente ai soci ELSiani di partecipare alle sessioni di lavoro delle istituzioni di cui ELSA è membro osservatore[11];
- Sviluppo Professionale: 
  - l'area Professional Development cura la formazione paralavorativa dei soci di ELSA, e ha la gestione del programma di tirocini all'estero di ELSA International (ELSA Traineeships, ex STEP - Student Trainee Exchange Programme)[12]; in Italia è presente anche il PIT - Programma Italiano Tirocini[13], che offre la possibilità ai soci delle 31 sezioni locali di candidarsi ai tirocini offerti presso realtà operanti in ambito giuridico in Italia.

## Sezioni locali

### ELSA Italia
ELSA Italia nasce nel 1985; è attualmente presente in 37 città italiane, con più di 4000 soci iscritti, risultando la più grande associazione italiana di studenti di giurisprudenza, e la seconda sezione nazionale di ELSA per numero di soci e gruppi locali.
I delegati delle sezioni locali sono chiamati a riunirsi due volte durante l'anno sociale, nel corso delle Assemblee Nazionali, generalmente svolte a novembre e a maggio; nel corso dell'Assemblea primaverile si procede all'elezione dei sette membri del Consiglio Direttivo Nazionale, i quali a loro volta nominano i director d'area. Il direttivo coordina l'attività delle sezioni locali, gestisce i rapporti con gli altri gruppi nazionali e con ELSA International, e rappresenta le sezioni locali durante le Assemblee Internazionali (ICM - International Council Meeting,  assemblea di ELSA International organizzata due volte all'anno). Il consiglio direttivo nazionale è composto da sette membri (Presidente, Segretario Generale, Tesoriere, Vicepresidente Marketing, Vicepresidente Attività Accademiche, Vicepresidente Seminari e Conferenze, Vicepresidente Sviluppo Professionale). In ELSA International e in alcuni National Board è presente anche un ottavo membro all'interno del consiglio direttivo, il Vicepresidente per le Competitions, a cui è affidata la gestione e l'organizzazione delle simulazioni processuali.

## Relazioni istituzionali
Varie istituzioni internazionali hanno riconosciuto all'associazione particolari status, i quali consentono ad ELSA di inviare propri soci a partecipare alle loro sessioni di lavoro. ELSA invia propri delegati presso:
- Organizzazione delle Nazioni Unite per l'Educazione, la Scienza e la Cultura (UNESCO) - Consultative Status in Category C;
- Alto commissariato delle Nazioni Unite per i rifugiati (UNHCR) - Rapporto di collaborazione[14];
- Consiglio economico e sociale delle Nazioni Unite (ECOSOC) - Special Consultative Status;
- Commissione delle Nazioni Unite per il diritto commerciale internazionale (UNCITRAL) - Special Participatory Status;
- Assembly of States Parties della Corte penale internazionale (ICC).
- Consiglio d'Europa – International Non Governmental Organisations (INGO) - Participatory Status;
- Organizzazione mondiale per la proprietà intellettuale (WIPO) - Observer Status.

## Patroni
- Marija Pejčinović Burić, Segretario Generale del Consiglio d'Europa.
- Paolo Grossi, presidente della Corte costituzionale (ELSA Italia).